# حكاية أمة (مسلسل)
حكاية أَمَة (بالإنجليزية: The Handmaid's Tale)‏ هو مسلسل إلكتروني دراما ودوستوبيا أمريكي من تأليف وإنتاج بروس ميلر مبني على رواية تحمل نفس الاسم لمؤلّفتها مارغريت آتوود. حصلت شبكة هولو على حقوقه وطَلبت 10 حلقات للموسم الأول وبدأ إنتاجُه في 2016. بدأ عرض الحلقات على موقع هولو في 26 أبريل 2017. وفي مايو 2017، تم تجديد المسلسل لموسم ثاني تم عرضه في 25 أبريل 2018. المسلسل من بطولة إليزابيث موس وجوزيف فاينس وإيفون ستراهوفسكي وآن دود وماكس مينجيلا وسميرة وايلي.
تقع أحداث المسلسل في المستقبل في بيئة ديستوبية حيثُ تقع حربٌ أهلية ثانية في الولايات المتحدة تؤدّي لسيطرة جماعة دينية مسيحية متطرّفة على السلطة، ويتتبع قصة امرأة شابة تُجبر على أن تصبح خادمة (مملوكة) لتُنجِب الأطفال لأزواج القادة في جمهورية جلعاد بعد انتشار العقم وجمع جميع النساء القادرات على الإنجاب ليصبحن خادمات للعوائل الغير قادرين على الانجاب.
أشادَ النُقّاد بالمسلسل، وحصل في موسمه الأول على ثمانِ جوائز إيمي من أصل 13 ترشيح في حفل توزيع جوائز الإيمي التاسع والستون لعام 2017 من ضمنها جائزة أفضل مسلسل درامي ليصبح بذلك أول مسلسل يبث على الإنترنت يحصل على هذه الجائزة. كما فاز على عدد من الجوائز الأخرى.
في مايو 2018، أعلنت هولو عن تجديدها المسلسل لموسمٍ ثالث دون أي تفاصيل.

## القصة

### بيئة المسلسل
في المستقبل القريب، ينخفضُ مُعدّل الخصوبة الكُلّي حول العالم بسبب مرضٍ جنسيّ يُعقّم البشر والتلوّث البيئي، مما يؤدّي لخطر الانقراض على البشرية. مع هذه الفوضى، تقع حربٌ أهلية ثانية في الولايات المتحدة تودّي لانقلاب على السُلطَة الأمريكية وتأسيس دولة جمهورية جلعاد الاستبدادية الشمولية (اسم جلعاد مأخوذ من قرية أردنية سكَنها المسيحيّون الأوائل معروفة بتربتها الخصبة ومواردها الكثيرة). يتم تنظيم المُجتَمع من قبل قادة متعطشين للسلطة إلى جانب نظام هرمي جديد عسكري مُتطرّف وطبقات اجتماعية تُنشأ حديثاً، حيث يتم إخضاع النساء بوحشية واستعبادهن، وبموجب القانون لا يُسمَح لهنّ بالعمل أو الملكية الخاصة أو التعامل مع المال أو القراءة.
وقد أدّى انتشار العقم العالمي إلى جمع النساء الخصبات القلائل المتواجدات في جلعاد ليصبحن إماء لدى قادة ومسؤولي الدولة مُهمّتهنّ الرئيسية هي إنجاب الأطفال وفقاً لما ورد في الكتاب المقدس من قصّة بيلها زوجة يعقوب.
تم تقسيم المُجتَمع إلى فئات جديدة تحدّ من حرياتهم وتأمرهم بواجباتهم. النساء تنقسم إلى مجموعاتٍ صغيرة لطبقاتٍ مُتعدّدة تُعرف المرأة من خلال لون الفستان الذي ترتديه: الإماء يرتدين الأحمر، والخدم/المرثا (مدبرات المنزل والطهاة، سُمّين تيمناً بـ مرثا في الكتاب المُقدس) يرتدين الأخضر والزيتي، وزوجات القادة يرتدين الأزرق والفيروزي، أما باقي أفراد المجتمع اللواتي لا يتمتعن بالحد الأدنى من السُلطة يرتدين اللون الرمادي، أما السجينات يُطلق عليهنّ اسم لامرأة/Unwomen ويعملن حتى الموت على إزالة النفايات السامة في المستعمرات. وهناك فئة أخرى قليلة من النساء تُعرفنَ باسم العمّات، وهنّ اللواتي يُشرِفن ويُراقبن الإماء، ويرتدين اللون البُنّي، وهناك العاهرات اللواتي يخدمن الطبقة الحاكمة في بيوت الدعارى السريّة.
بالإضافة لوجود طبقة العيون، وهي شرطة سرية تراقب عامة الناس والجنرالات بحثاً عن المُتمرّدين الإرهابيين من يعملون ضدّ الحكومة الجديدة في الخفاء. وهناك الصيّاون وهم المُحقّقون والمفتشون الذي يُطاردون الأشخاص الذين يحاولون الفرار من البلاد.
جون أوزبورن امرأة خصبة (إليزابيث موس) أخذِت كجارية وعُيّنت لدى القائد فريد وترفورد (جوزيف فاينس) وزوجته سيرينا جوي (إيفون ستراهوفسكي). ومن المُحرّم أن تذكر جون اسمها الحقيقي، فهي تسمى باسم جديد ينسب لرجل العائلة التي ستخدمها، فجون تخدم عائلة القائد فريد وترفورد لذا تُسمّى أوفريد نسبة إلى اسم مالكها. مُهمّة أوفريد تكمن في لأن يتم تلقيحها من قبل سيدها لتحمل طفله، وعندما يولد الطفل عليها أن تنتقل لمنزل سيد جديد وثالث ورابع، طوال فترة الخصوبة في حياتها عليها أن تنتقل من بيت سيد لآخر تحمل في كل مرة اسم جديد ينسب لسيدها الجديد، وتحمل كذلك طفله الذي سيستولي عليه هو وزوجته بمجرد ولادته.

## بطولة
- إليزابيث موس
- جوزيف فاينس
- إيفون ستراهوفسكي
- ألكسيس بلدل
- آن دود
- سميرة وايلي

## روابط خارجية
- حكاية أمة على موقع IMDb (الإنجليزية)
- حكاية أمة على موقع ميتاكريتيك (الإنجليزية)
- حكاية أمة على موقع روتن توميتوز (الإنجليزية)
- حكاية أمة على موقع أول موفي (الإنجليزية)
- حكاية أمة على موقع فيلمافينيتي (الإسبانية)
- حكاية أمة على موقع كينوبويسك (الروسية)
- حكاية أمة على موقع ألو سيني (الفرنسية)
- حكاية أمة على موقع قاعدة بيانات الفيلم (الإنجليزية)